# Јорган
Јорган (тур. yorgan — „вунени шал”) прекривач је који се ставља преко постељине. Састоји се од тканине која покрива целу постељину или ћебад. Јорган може бити декоративан и да служи као прекривач, али се најчешће користи као топао прекривач. Јоргани имају широку примену код Амиша, на Хавајима, и у Индији.
Јоргане прави јорганџија.